# IC 3285
IC 3285 је ознака објекта на координатама са ректансцензијом 12h 24m 33,7s и деклинацијом + 24° 51" 35'. Открио га је Макс Волф, 23. марта 1903. Каснијим посматрањима на том положају није уочен никакав астрономски објекат.